# Dymek z papierosa
Dymek z papierosa – piosenka z około 1909 roku śpiewana przez Alfreda Lubelskiego w kabarecie Momus, która torowała drogę stylowi francuskiej chanson w kabaretach warszawskich.
Jako pierwszy śpiewał ten przedwojenny szlagier piosenkarz i lekarz
Alfred Lubelski. Tekst był opublikowany m.in. w Trubadurze Warszawskim w 1911 roku. Francuską piosenkę Comme une cigarette z muzyką Gustave'a Goubliera przywiózł Lubelski z Paryża i dał do przetłumaczenia Lucjanowi Konarskiemu, jednak wydał ją bez jego nazwiska. Wynikła z tego sprawa sądowa, którą Lubelski przegrał i następnie zrzekł się całości zysku z wydawnictwa. Dymek z papierosa jest jedną z piosenek Momusa, która torowała drogę francuskiej chanson w kabaretach warszawskich.  Piosenkę tę wykonywało później wielu artystów, m.in. Tadeusz Olsza, Karol Hanusz czy Hanka Ordonówna.